# Секція (армія)

Стандартне позначення секції в НАТО

Се́кція (англ. Section) — штатний тактичний підрозділ, який згідно загальних вимог стандарту НАТО APP-06 (STANAG 2019) є більшим за відділення (англ. Squad) та меншим за взвод (англ. Platoon). Даний різновид тактичного підрозділу не слід змішувати з іншими аналогічними за назвою підрозділами, а саме:
- в арміях Великої Британії та держав-членів Співдружності націй (Канада, Австралія, Сінгапур тощо) аналогічне слово (англ. Section) означає найменший штатний підрозділ, що відповідає відділенню[4]
- в Іспанії (ісп. Sección), Франції (фр. Section) і в арміях, що засновані на французькій моделі, це складовий підрозділ роти, що відповідає взводу[5]

## Позначення
Згідно загальних вимог стандарту НАТО APP-06 (STANAG 2019) для   для позначення секції використовується символ ●●, а саме:
|  | Секція                        |
|  | Механізована піхотна секція   |
|  | Секція психологічних операцій |
|  | Легка протитанкова секція     |

На практиці використання символу ●● залежить від країни НАТО: 
- Данія, Іспанія, Португалія, Туреччина та США використовують символ ●● для позначення секції
- Велика Британія та Словаччина не мають еквівалента секції у своїх збройних силах, але зарезервували символ ●● для позначення секції
- Італія використовує символ ●● для позначення патруля, розмір якого може коливатися від відділення до взводу
- Албанія, Болгарія, Естонія, Канада, Латвія, Литва, Люксембург, Німеччина, Норвегія, Польща, Угорщина, Франція, Хорватія та Чехія використовують символ ●● для позначення відділення

Підходи інших країн НАТО, наведені у Додатку В стандарту НАТО APP-06, потребують уточнення, оскільки залежать від точності перекладу національних термінів.
Згідно Тимчасового порядку оформлення оперативних (бойових) документів, затвердженого Головнокомандувача Збройних Силу України від 11.09.2020 №140 секція має ампліфікатор ●●, що використовується для наступних підрозділів:
- Група спеціального призначення Сил спеціальних операцій
- Група бойових плавців
- Група водолазів мінерів
- Хіміко-радіометрична лабораторія роти ХБРЯ захисту
- Розрахунково-аналітична група роти ХБРЯ захисту
- Гідрометеорологічна служба ЗСУ
- Метеорологічне бюро ЦУО
- Гідрометеорологічний відділ ЦНГГМ ВМС
- Метеорологічна група морської авіаційної бригади ВМС
- Метеорологічне бюро КП АА СВ
- Кінологічна служба ЗСУ

## Організація

### Армія США
Стрілецький піхотний взвод Армії США не має поділу на секції, але секції входять до складу інших піхотних підрозділів Армії США, а саме:
- Механізований піхотний взвод (англ. mechanized Infantry platoon) оснащений чотирма БМП та поділений на дві секції: секцію А, яку  очолює командир взводу (БМП командира взводу та БМП з 1-м відділенням) та секцію B, яку очолює головний сержант взводу (входять БМП з 2-м відділенням та БМП з 3-м відділенням).
- Піхотна стрілецька рота (англ. Infantry weapons company) має три піхотні стрілецькі взводи (англ. Infantry rifle platoon), мінометну секцію (англ. mortar section), що містить два відділення (англ. squad), та штабну секцію (англ. headquarters section).
- Штурмовий взвод (англ. assault platoon), що входить до складу роти вогневої підтримки (англ. Infantry weapons company), має дві секції (англ. section) по два відділення (англ. squad) та машину командира. Кожне відділення складається з чотирьох чоловік та машини з мобільним важким  озброєнням.

### Корпус морської піхоти США
Стрілецькій взвод (англ. rifle platoon) Корпусу морської піхоти поділу на секції не має. Взвод вогневої підтримки (англ. weapons platoon) стрілецької роти (англ. rifle company)  складається зі штабу взводу, секції 60-мм мінометів (англ. 60mm mortar section), секції середніх кулеметів (англ. medium machine gun section) та штурмової секції (англ. assault section) по три відділення (англ. squad) в кожній секції:
- мінометне відділення містить три чоловіка (OR-4, OR-3, OR-2)
- кулеметне відділення містить командира відділення (OR-5) та дві групи по три чоловіка (OR-4, OR-3, OR-2)
- штурмове відділення містить чотири чоловіка (OR-4, OR-3 та два OR-2) та поділяється на дві групи (англ. team) по два чоловіка в кожній групі

Протитанковий взвод (англ. antiarmor platoon) забезпечує батальйон вогнем далекобійної протиброньованої зброї та містить дві протитанкових секцій, кожна з яких оснащена своїм типом протитанкових ракет:
- секція з ракетами Javelin складається з двох відділень по 9 осіб, кожне з яких містить по 4 пускових установки
- секція з ракетами TOW складається з чотирьох відділень по 5 осіб, кожне з яких містить по 2 пускових установки

Взвод 81-мм мінометів (англ. 81mm mortar platoon) забезпечую вогневу підтримку батальйону та містить дві мінометних секції по чотири мінометних відділення у кожній секції. Взвод важких кулеметів  (англ. heavy machine gun platoon) забезпечую батальйон прямим вогнем з великокаліберних кулеметів та гранатометів; складається зі штабу взводу та трьох секцій по два кулеметних відділення в кожній секції; командири секції відсутні.

### Сухопутні війська Іспанії
В сухопутних військах Іспанії:
- відділення (ісп. Escuadra)[12] складається з 2–4 солдат під командуванням капралу
- секція (ісп. Pelotón) зазвичай складається з двох відділень під командуванням капралу першого класу